# Ballspielverein Borussia 09 Dortmund
El Ballspielverein Borussia 09 Dortmund o més simplement Borussia Dortmund és un club de futbol d'Alemanya, de la ciutat de Dortmund (Rin del Nord-Westfàlia). Actualment participa a la 1. Bundesliga (Lliga alemanya de futbol).
Fundat el 1909, el club ha guanyat vuit títols de lliga, cinc copes d'Alemanya, sis supercopes d'Alemanya, una Lliga de campions, una Recopa d'Europa i una Copa Intercontinental.
Els seus colors són el negre i el groc. Té rivalitat amb els seus veïns del Ruhr, el FC Schalke 04, i els partits entre els dos clubs són coneguts com al "Revierderby". També hi ha rivalitat a nivell alemany amb el FC Bayern de Múnic; els partits contra aquest equip són "Der Klassiker" (El Clàssic). El lema del Borussia Dortmund és "Echte Liebe" (amor vertader).

## Història
El Borussia Dortmund va ésser fundat el 19 de desembre del 1909. Al principi, el Borussia Dortmund va jugar la Gauliga Westfalen i, més endavant, la Bundeslliga (Lliga alemanya de futbol), que es va fundar el 1963. El Borussia Dortmund va descendir el 1972 a la segona divisió alemanya de futbol, però el 1976 va retornar a la 1. Bundesliga. El 1974 va construir el Westfalenstadion, (des del 2005 anomenat Signal Iduna Park). El Borussia Dortmund va ser campió de lliga els anys 1995, 1996, 2002, 2011 i 2012 i el 1997 l'equip va arribar al cim del futbol europeu en guanyar la Champions League, derrotant la Juventus de Torí de la lliga italiana per 3 a 1. Més endavant, va guanyar la Copa Intercontinental imposant-se al Cruzeiro EC del Brasil.
Posteriorment, el Borussia Dortmund va perdre protagonisme a causa de problemes econòmics i directius. El 2005 la crisi va tocar fons i, fins i tot, es va pensar a desfer el club. A finals del 2005 el club va rebre el suport d'una firma alemanya d'assegurances anomenada Signal-Iduna (d'aquí prové el nou nom de l'estadi) i segueix a la primera categoria d'Alemanya.
Amb el canvi de decenni va començar una nova etapa pel Borussia Dortmund. Va acabar 5è a la Bundesliga la temporada 2009-10 i es va classificar per jugar la Lliga Europa de la UEFA. Va començar la temporada 2010-11 amb un equip jove i renovat i el 30 d'abril de 2011 es va proclamar matemàticament campió de lliga, el seu 7è títol. La temporada 2011-12 va tornar a guanyar la Bundesliga, aquesta vegada amb 81 punts, un nou rècord. Va derrotar el Bayern de Múnic, 5-2, a la final de la copa d'Alemanya per aconseguir el seu primer doblet.
El Borussia Dortmund va aconseguir arribar a la final de la Lliga de Campions de la UEFA 2012-13 contra el seu rival de lliga, el Bayern Múnic, però la va perdre per 2 a 1.
A la tarda l'11 d'abril de 2017, quan l'autobús de l'equip del Dortmund sortia de l'hotel per anar al partit de quarts de final de la Champions League 2016-17 contra l'AS Monaco, va rebre l'impacte de tres explosions. En els fets va resultar ferit el jugador Marc Bartra. El partit es va cancel·lar i quedà ajornat per a l'endemà. El dia 24 va ser detingut, com a sospitós, un ciutadà germano-rus de 28 anys que hauria actuat per motivacions econòmiques.

## Estadi

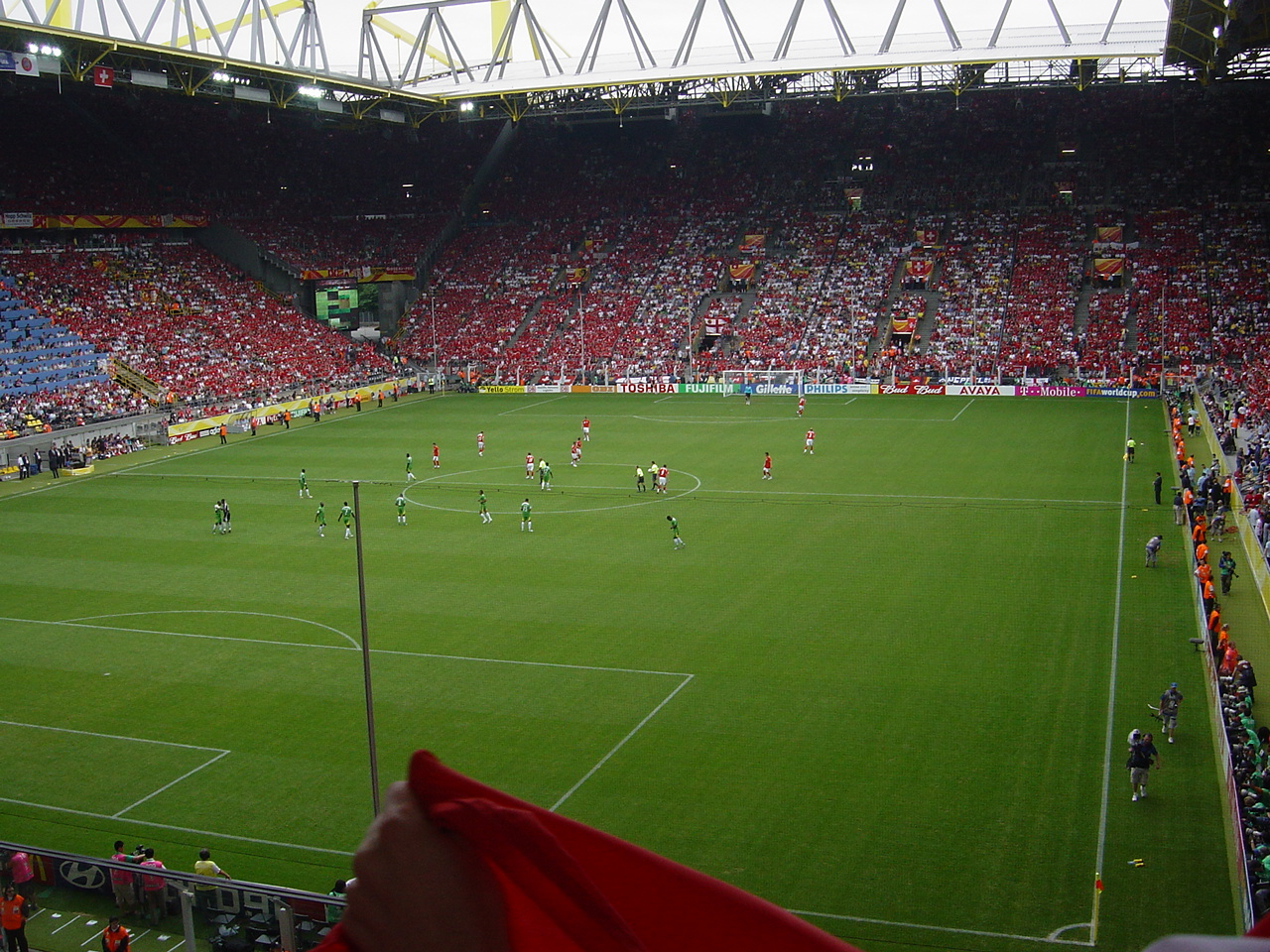
Signal Iduna Park

L'estadi del BV 09 Borussia Dortmund és el Signal Iduna Park (abans Westfalenstadion), que té capacitat per a 81.264 espectadors.

## Plantilla 2024-2025
A 3 febrer 2025 
| N. | Pos. | Nac. | Jugador                                   |
| -- | ---- | --- | ----------------------------------------- |
| 1  | POR  | [[Fitxer:Flag of Switzerland.svg\|23x16px\|border \|alt=Suïssa\|link=Selecció de futbol de Suïssa\|{{#if:\|]]                               | Gregor Kobel                              |
| 2  | DEF  | [[Fitxer:Flag of Brazil.svg\|23x15px\|border \|alt=Brasil\|link=Selecció de futbol del Brasil\|{{#if:\|]]                                   | Yan Couto (cedit pel Manchester City FC)  |
| 3  | DEF  | [[Fitxer:Flag of Germany.svg\|23x15px\|border \|alt=Alemanya\|link=Selecció de futbol d'Alemanya\|{{#if:\|]]                                | Waldemar Anton                            |
| 4  | DEF  | [[Fitxer:Flag of Germany.svg\|23x15px\|border \|alt=Alemanya\|link=Selecció de futbol d'Alemanya\|{{#if:\|]]                                | Nico Schlotterbeck (3r capità)            |
| 5  | DEF  | [[Fitxer:Flag of Algeria.svg\|23x15px\|border \|alt=Algèria\|link=Selecció de futbol d'Algèria\|{{#if:\|]]                                  | Ramy Bensebaini                           |
| 6  | MIG  | [[Fitxer:Flag of Turkey.svg\|23x15px\|border \|alt=Turquia\|link=Selecció de futbol de Turquia\|{{#if:\|]]                                  | Salih Özcan                               |
| 7  | MIG  | [[Fitxer:Flag of the United States.svg\|23x15px\|border \|alt=Estats Units d'Amèrica\|link=Selecció de futbol dels Estats Units\|{{#if:\|]] | Giovanni Reyna                            |
| 8  | MIG  | [[Fitxer:Flag of Germany.svg\|23x15px\|border \|alt=Alemanya\|link=Selecció de futbol d'Alemanya\|{{#if:\|]]                                | Felix Nmecha                              |
| 9  | DAV  | [[Fitxer:Flag of Guinea.svg\|23x15px\|border \|alt=Guinea\|link=Selecció de futbol de Guinea\|{{#if:\|]]                                    | Serhou Guirassy                           |
| 10 | MIG  | [[Fitxer:Flag of Germany.svg\|23x15px\|border \|alt=Alemanya\|link=Selecció de futbol d'Alemanya\|{{#if:\|]]                                | Julian Brandt (2n capità)                 |
| 13 | MIG  | [[Fitxer:Flag of Germany.svg\|23x15px\|border \|alt=Alemanya\|link=Selecció de futbol d'Alemanya\|{{#if:\|]]                                | Pascal Groß                               |
| 14 | DAV  | [[Fitxer:Flag of Germany.svg\|23x15px\|border \|alt=Alemanya\|link=Selecció de futbol d'Alemanya\|{{#if:\|]]                                | Maximilian Beier                          |
| 16 | DAV  | [[Fitxer:Flag of Belgium (civil).svg\|23x15px\|border \|alt=Bèlgica\|link=Selecció de futbol de Bèlgica\|{{#if:\|]]                         | Julien Duranville                         |
| 17 | MIG  | [[Fitxer:Flag of England.svg\|23x15px\|border \|alt=Anglaterra\|link=Selecció de futbol d'Anglaterra\|{{#if:\|]]                            | Carney Chukwuemeka (cedit pel Chelsea FC) |

| N. | Pos. | Nac. | Jugador                                  |
| -- | ---- | --- | ---------------------------------------- |
| 20 | MIG  | [[Fitxer:Flag of Austria.svg\|23x15px\|border \|alt=Àustria\|link=Selecció de futbol d'Àustria\|{{#if:\|]]                                  | Marcel Sabitzer                          |
| 23 | MIG  | [[Fitxer:Flag of Germany.svg\|23x15px\|border \|alt=Alemanya\|link=Selecció de futbol d'Alemanya\|{{#if:\|]]                                | Emre Can (capità)                        |
| 24 | DEF  | [[Fitxer:Flag of Sweden.svg\|23x15px\|border \|alt=Suècia\|link=Selecció de futbol de Suècia\|{{#if:\|]]                                    | Daniel Svensson (cedit pel Nordsjælland) |
| 25 | DEF  | [[Fitxer:Flag of Germany.svg\|23x15px\|border \|alt=Alemanya\|link=Selecció de futbol d'Alemanya\|{{#if:\|]]                                | Niklas Süle                              |
| 26 | DEF  | [[Fitxer:Flag of Norway.svg\|23x15px\|border \|alt=Noruega\|link=Selecció de futbol de Noruega\|{{#if:\|]]                                  | Julian Ryerson                           |
| 27 | DAV  | [[Fitxer:Flag of Germany.svg\|23x15px\|border \|alt=Alemanya\|link=Selecció de futbol d'Alemanya\|{{#if:\|]]                                | Karim Adeyemi                            |
| 31 | POR  | [[Fitxer:Flag of Germany.svg\|23x15px\|border \|alt=Alemanya\|link=Selecció de futbol d'Alemanya\|{{#if:\|]]                                | Silas Ostrzinski                         |
| 33 | POR  | [[Fitxer:Flag of Germany.svg\|23x15px\|border \|alt=Alemanya\|link=Selecció de futbol d'Alemanya\|{{#if:\|]]                                | Alexander Meyer                          |
| 35 | POR  | [[Fitxer:Flag of Poland.svg\|23x15px\|border \|alt=Polònia\|link=Selecció de futbol de Polònia\|{{#if:\|]]                                  | Marcel Lotka                             |
| 37 | DAV  | [[Fitxer:Flag of the United States.svg\|23x15px\|border \|alt=Estats Units d'Amèrica\|link=Selecció de futbol dels Estats Units\|{{#if:\|]] | Cole Campbell                            |
| 38 | MIG  | [[Fitxer:Flag of Germany.svg\|23x15px\|border \|alt=Alemanya\|link=Selecció de futbol d'Alemanya\|{{#if:\|]]                                | Kjell Wätjen                             |
| 39 | DEF  | [[Fitxer:Flag of Italy.svg\|23x15px\|border \|alt=Itàlia\|link=Selecció de futbol d'Itàlia\|{{#if:\|]]                                      | Filippo Mane                             |
| 43 | DAV  | [[Fitxer:Flag of England.svg\|23x15px\|border \|alt=Anglaterra\|link=Selecció de futbol d'Anglaterra\|{{#if:\|]]                            | Jamie Gittens                            |

## Palmarès

### Torneigs nacionals
- Bundeslliga (8): 1955-56, 1956-57, 1962-63, 1994-95, 1995-96, 2001-02, 2010-11 i 2011-12.
- Copa d'Alemanya (5): 1965, 1989, 2012, 2017 i 2021.
- Supercopa d'Alemanya (6): 1989, 1995, 1996, 2008 (No oficial), 2013,[5] 2014 i 2019.

### Torneigs internacionals
- Copa Intercontinental (1)
  - 1997.
- Lliga de Campions (1)
  - 1996-97.
- Recopa d'Europa (1)
  - 1965-66.